# DAF 600
O DAF 600 foi o primeiro veículo de passeio produzido pela empresa holandesa DAF (sigla de Van Doorne's Automobiel Fabriek), entre 1959 e 1963. Era um pequeno sedã com suspensão traseira independente, motor de dois cilindros horizontais opostos (motor boxer) a quatro tempos, resfriado a ar, de 600 cc e 22 cv, transmissão continuamente variável (Câmbio CVT) por meio do inovador Sistema Variomatic no qual o eixo traseiro era tracionado por correias de borracha independentes que também funcionavam como um diferencial auto-bloqueante. Foram produzidas 30.563 unidades.